# Марк Брешіано
Марк Брешіано (англ. Mark Bresciano, 11 лютого 1980, Мельбурн) — австралійський футболіст, півзахисник «Аль-Гарафа» та збірної Австралії.

## Біографія

### Клуб
Марк Брешіано виріс в районі Розанна в Мельбурні. У 1995 році у віці 15 років прийшов в клуб «Буллін Лайонз». За два роки в команді грав надзвичайно рідко, провів 9 матчів і забив 4 голи, але все ж його відібрали в шкільну збірну Австралії у складі якої він здійснив поїздку до Великої Британії. В кінці 1997 року Брешіано прийшов в Австралійський інститут спорту, там він зустрівся зі своїм давнім другом Вінсом Грелла, удвох з яким Марк підписав контракт з клубом «Карлтон». У новій команді Брешіано спочатку сидів у запасі, але незабаром освоївся і став твердим гравцем основи і дійшов до фіналу NLS, в якому, щоправда, «Карлтон» програв. Брешіано залишався в «Карлтоні» до 1999 року, провівши за клуб 28 матчів і забивши 4 м'ячі, паралельно з цим граючи за молодіжні збірні Австралії різних віків.
У 1999 році Брешіано і Грелла удвох перейшли в італійський клуб «Емполі», яке за підсумками попереднього сезону вилетів у Серію В. Брешіано став гравцем основи клубу, а в сезоні 2001—2002 допоміг команді, забивши 10 м'ячів, повернутися в Серію А.
Влітку 2002 року Брешіано перейшов в «Парму» за 7 млн. євро, на той момент, найбільшу суму, сплачену за австралійського футболіста. У першому сезоні грі Брешіано перешкодив ряд травм, отриманих австралійцем, проте він все ж допоміг клубу зайняти 5-е місце в чемпіонаті країни. Незабаром в «Парму» перейшов і Вінс Грелла. У сезоні 2003—2004 Брешіано став лідером «Парми», забивши в чемпіонаті 10 голів, а клуб знову став п'ятим. У наступному сезоні «Парма» дійшла до півфіналу кубка УЄФА, але провалила чемпіонат, зайнявши 18-е місце, після чого була змушена зустрічатися в стикових матчах з «Болоньєю» для збереження «прописки» у Серії А. Брешіано і Грелла попросили головного тренера збірної, в складі якої вони перебували на Кубку Конфедерацій, допомогти команді. В підсумку «Парма», за допомогою австралійський футболістів, залишилася в Серії А.
У чемпіонаті Італії сезону 2005—2006 «Парма» зайняла 10-е місце, проте завдяки кальчополі, перемістилася на 7 місце. Після чемпіонату світу 2006 Брешіано підписав чотирьохрічний контракт з «Палермо». Перший сезон у новій команді Марк провів повністю, але в середині постраждав від застосування поліцією проти вболівальників, в матчі з «Катанією» сльозогінного газу. Після повернення з Кубку Азії 2007 Брешіано став об'єктом уваги англійського клубу «Манчестер Сіті». Клуби вже домовилися на покупку гравця за 5 млн фунтів з підписанням чотирьохрічного контракту, проте на завершальній стадії переговорів «Палермо» не погодився на умови англійської команди в поступовій оплаті трансферу гравця. Тому Брешиано повернувся в «Палермо», в якому спочатку втратив місце в стартовому складі, але потім повернув його.
13 травня 2010 року Брешіано підписав дворічний контракт з аравійським клубом «Аль-Наср». Проте пізніше ця інформація не підтвердилася. 3 червня Марк перейшов в «Лаціо», підписавши контракт на 2 роки із заробітною платою в 1 млн. євро на рік.
16 серпня 2011 року Брешіано підписав річний контракт з клубом «Аль-Наср» (Дубай), де провів один сезон і допоміг команді зайняти друге місце, після чого став гравцем катарського клубу «Аль-Гарафа», підписавши трирічний контракт.

### Збірна

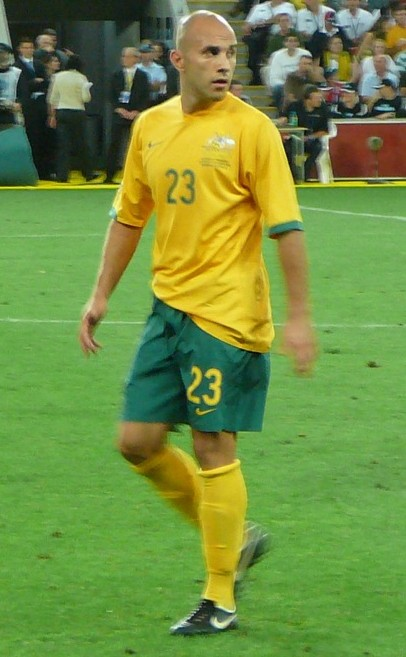
Марк Брешіано у збірній Австралії

1997 року Брешіано почав грати за збірну Австралії U-17, з якою невдало намагався кваліфікуватися на молодіжний чемпіонат світу. Згодом грав за молодіжну збірну. Крім того, Марк зіграв за олімпійську збірну Австралії, якій допоміг потрапити на Олімпіаду—2000, де один раз вийшов на заміну. 1 липня 2001 року Брешіано дебютував у національній збірній Австралії на Кубку Конфедерацій 2001, вийшовши за 12 хвилин до кінця зустрічі на заміну. У вересні 2005 року Брешиано взяв участь в матчі кваліфікації до чемпіонату світу 2006 — в домашньому матчі зі збірною Уругваю саме гол Брешіано приніс австралійцям перемогу 1-0. В матчі-відповіді перемогли уругвайці, але в серії післяматчевих пенальті перемогу здобула команда Австралії, кваліфікувавшись на ЧС-2006. На чемпіонаті світу Брешиано зіграв у всіх 4 матчах, допомігши Гаррі К'юеллу забити вирішальний гол хорватам, який вивів Австралію в плей-офф. На Кубку Азії 2007 також зіграв у всіх чотирьох іграх збірної, після чого поступово почав втрачати місце в основі, зігравши на ЧС-2010 лише 2 матчі, і не потрапивши у заявку команди на Кубок Азії 2011

## Досягнення
- Переможець Молодіжного чемпіонату ОФК: 1998
- Володар Кубка націй ОФК: 2004
- Володар Кубка Азії: 2015